# Le Portrait (téléfilm)
Pour les articles homonymes, voir Le Portrait et The Portrait.
Pour plus de détails, voir Fiche technique et Distribution.
Le Portrait (The Portrait) est un téléfilm américain d'Arthur Penn, diffusé en 1993. 

## Synopsis
un peintre retourne a la propriété , afin de compléter le portrait de ses proches.

## Fiche technique
- Titre original : The Portrait
- Titre français : Le Portrait
- Réalisation : Arthur Penn
- Scénario : Lynn Roth d'après la pièce Painting Churches de Tina Howe
- Décors : Robert Guerra et Andrew Bernard
- Costumes : Julie Weiss
- Photographie : Richard Quinlan
- Montage : Janet Bartels-Vandagriff
- Musique : Cynthia Millar
- Production : Philip K. Kleinbart
- Sociétés de production : Turner Pictures
- Pays d’origine :  États-Unis
- Langue : anglais
- Format : couleur — 35 mm — (1.33:1) — son stéréophonique
- Genre : drame
- Durée : 100 minutes
- Date de diffusion :  13 février 1993

## Distribution
- Gregory Peck (VF : Jean-Claude Michel) : Gardner Church
- Lauren Bacall (VF : Paule Emanuele) : Fanny Church
- Cecilia Peck (VF : Céline Monsarrat) : Margaret Church
- Paul McCrane (VF : Julien Thomast) : Bartel
- Donna Mitchell : Marissa Pindar
- Joyce O'Connor : Samantha Button
- Mitchell Laurance (en) : Ted Button
- William Prince : Hubert Hayden